# Универзитет у Љубљани
Универзитет у Љубљани (словен. Univerza v Ljubljani) је државни универзитет у Љубљани. Најстарији је и највећи универзитет у Словенији. У време бивше Југославије Универзитет је од 1979. до 1990. носио назив Универзитет „Едвард Кардељ”.

## Имена
- словен.  или лат. Univeritas Labacensis (1919—?)
- словен.  или лат. Universitas Alexandria (?—1941)
- итал.  или словен. Kraljeva univerza v Ljubljani (1941—1943)
- или словен. Univerza v Ljubljani (1943—1945)
- словен.  (1945—1979)
- словен.  (1979—1990)
- словен.  (1990—данас)

## Историја
Иако су постојале одређене академије (филозофска и теолошка) установљене су у 17. веку, универзитет је прво отворен са именом фр. Écoles centrales, 1810. док је Љубљана била део Илирских провинца, мада је убрзо била укињена када је Аустрија повратила то земљиште.
По изгласавању закона o универзитету у Љубљани је прво установљени факултети за Права, Филозофију, Технику, Теологију и Медицину. Много заслуга за оснивање универзитета има Михајло Ростохар. У јулу 1919 у привременом народном представништву у Београду, je 31. августa именовано првих 18 професора, који су вечином стигли из странства. Званично је универзитет установљен 1. септембра 1919. 12. новембра су били изгласани ректор (као први био је математик Јосип Племeљ) и декани, а 3. децембра је одржано прво предавање. У првој години рада (1919/1920) је универзитет уписало 942 студената. Од тога 28 жена и 914 мушкараца. У школској години 2007/2008 уписао се 47.465 студената.

## Чланови универзитета

### Тренутни чланови универзитета
| - Академија за ликовну уметност и обликовање - Академија за музику - Академија за позориште, радио, филм и телевизију - Биотехнички факултет - Ветеринарски факултет - Економски факултет - Здравствени факултет - Медицински факултет - Педагошки факултет | - Правни факултет - Природно-технички факултет - Теолошки факултет - Факултет за архитектуру - Факултет за грађевину и геодезију - Факултет за друштвене науке - Факултет за електротехнику - Факултет за машинство | - Факултет за поморство и промет - Факултет за рачунарство и информатику - Факултет за социјални рад - Факултет за спорт - Факултет за управу - Факултет за хемију и хемијску технологију - Факултет за фармацију - Филозофски факултет |

### Бивши чланови универзитета
| - Агрономски факултет (1947—1949) - Агрономски и шумарски факултет (1949—1956) - Виша школа за здравствене раднике (1975—1993) - Висока школа за здравство (1993—2009) - Правно-економски факултет (1954—1957) - Природоно математички факултет (1949—1957) - Природоно-математички-филозофски факултет (1954—1958) - Природни факултет (1957 – ?) | - Стоматолошки факултет (1950—1954) - Технички факултет (1919—1950. и 1954—1957) - Факултет за агрономију, економију и ветеририну (1956—1961) - Факултет за природне науке и технологију (1960—1994) - Факултет за rudarstvo, металургију и хемијску технологију (? - 1960) - Факултет за општу медицину (1950—1954) - Факултет за социологију, политичне науке и новинарство (1970—1991) |

## Установе
- Историјски архив и музеј Универзитета у Љубљани
- Народна и универзитетна библиотека
- Рачунарски центар Универзитета у Љубљани
- Централна техничка библиотека Универзитета у Љубљани